# جسی اندروز (نویسنده)

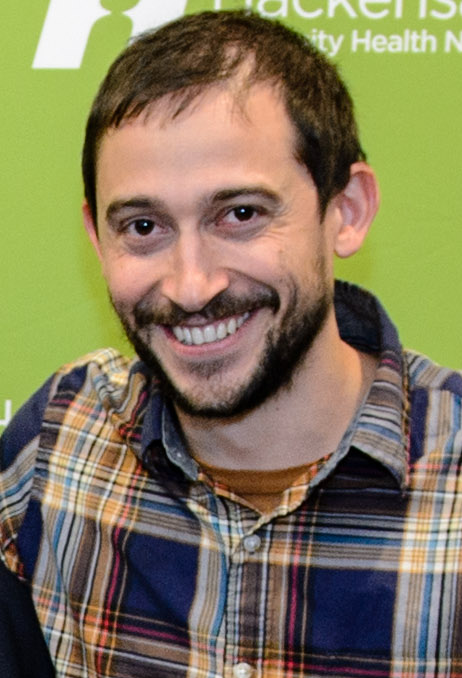
اندروز در مونتکلیر جشنواره فیلم, مارس ۲۰۱۵

جسی اندروز (متولد ۱۵ سپتامبر ۱۹۸۲) رمان نویس و فیلم‌نامه‌نویس آمریکایی اهل پیتسبورگ، پنسیلوانیا است.
وی هم‌اکنون ساکن بوستون است.

## رمان
وی نویسنده رمان من و ارل و یک دختر در حال مرگ که مدت‌ها جز لیست پر فروش‌ترین رمان‌های نیویورک تایمز و نیوز تودی بود. دو سال بعد فیلمی با اقتباس از این رمان به همین نام و به نویسندگی او به روی پرده رفت که جایزه اصلی جشنوراه ساندنس را نیز نصیب خود کرد.